# Illidan Stormrage
Illidan Stormrage er en fiktiv figur fra World of Warcraft. Han er bror til Malfurion Stormrage, de er begge natelvere, men blandt andet fordi Illidan hjalp highborne dronningen Azshara, fik han tilnavnet The Betrayer (Forræderen) selvom han skiftede side og hjalp natelverne bekæmpe den invaderende Brændende Legion. På trods af hjælpen blev han fængslet af sin egen tvillingebror  Malfurion, fordi han (Malfurion) og elverne mente at Illidan var en samfundstrussel.
Når man første gang møder ham i Warcraft-universet, har han været fanget i en fængselsgrotte i 10.000 år, bevogtet af fangevogteren Maiev Shadowsong, en af natelverne.
Han bliver befriet af Tyrande Whisperwind fordi hun mener, at han kan hjælpe hende med at overvinde Svøben.
Han absorberede Skull of Gul'dan, der er en dæmonisk artefakt han fandt i Ashenvale. Han får så dæmoniske kræfter, hvorefter han dræbte Dreadlord-lederen Tichondrius.
Han blev sendt i eksil af natelverne, og flygtede igennem dark portal ind til Outland. Der dræbte han Magtheridon ved hjælp fra nogle af Draeneis mutationer; Broken ones. Han overtog styret i Outland og sad i sit palads i Shadowmoon Valley.
Illidan slog sig sammen med Prince Kael'thas, Blood Elf prins, og Lady Vashj, naga Leder. og begyndte at træne flere demon huntere.
Som følge af begivenhederne i The Burning Crusade-udvidelsespakken blev han besejret. Hans krop blev taget af Maiev Shadowsong og placeret i et krystallinsk fængsel, for at forhindre han dæmoniske sjæl i at vende fra Twisting Nether og genoplive ham. Under begivenhederne i Legion-udvidelsespakken, blev han ved hjælp af spillerne, genoplivet og hjalp med at besejre Gul'dan fra den alternative tidslinje i Warlords of Draenor.
Illidan optræder blandt andet i War of the Ancients-trilogien, spillet Warcraft III: Reign of Chaos, udvidelsen The Frozen Throne og i onlinespillet World of Warcraft. Illidan er også med i kortspillet  Hearthstone, som et legendary kort.